# Jamie Dimon
James Dimon, né le 13 mars 1956 à New York (État de New York), est un homme d'affaires et banquier américain. Plus connu sous le nom de Jamie Dimon dans le monde des affaires et des médias, depuis 2005, il est le président-directeur général (PDG) de la banque JPMorgan Chase.
James Dimon était auparavant membre du conseil d'administration de la Federal Reserve Bank of New York,. Il a été inclus dans les listes 2006, 2008, 2009 et 2011 des 100 personnes les plus influentes du monde établies par le magazine Time. En 2023, sa fortune personnelle est estimée à 1,6 milliard de dollars par Forbes.

## Enfance et éducation
James Dimon naît le 13 mars 1956 à New York, dans l'État de New York. D'ascendance grecque, il est l'un des trois fils de Theodore et Themis (née Kalos) Dimon. Son grand-père paternel est un immigrant grec qui a travaillé comme banquier à Izmir et à Athènes et qui a changé le nom de famille de Papademetriou en Dimon soit parce qu'en essayant de trouver du travail comme aide-serveur, il s'est rendu compte que l'on ne voulait pas embaucher de Grecs à New-York[pas clair], soit parce qu'il était tombé amoureux d'une Française et qu'il voulait que son nom ait une consonance française. James Dimon a un frère aîné, Peter, et un frère jumeau, Ted. Son père et son grand-père étaient tous deux agents de change chez Shearson, une série de sociétés de banque d'investissement et de courtage de détail.
Il fréquente la Browning School, une école indépendante pour garçons dans la ville de New York, et décide de se spécialiser en psychologie et en économie à l'université Tufts, où il obtient un Bachelor of Arts (BA) avec une mention honorifique. À l'université Tufts, james Dimon écrit un essai sur les fusions de Shearson ; sa mère ayant envoyé le document à Sandy Weill, qui a embauché Jamie Dimon pour travailler chez Shearson pendant les vacances d'été, en faisant des budgets.
Après avoir obtenu son diplôme, il travaille dans le conseil en gestion au Boston Consulting Group pendant deux ans avant de s'inscrire à la Harvard Business School, avec ses camarades de classe Jeff R. Immelt, Steve Burke, Stephen Mandel et Seth Klarman. Pendant l'été à Harvard, il travaille chez Goldman Sachs. Il obtient son diplôme en 1982, avec un Master of Business Administration (MBA).
Après avoir obtenu son diplôme de la Harvard Business School, Sandy Weill le convainc de refuser les offres de Goldman Sachs, Morgan Stanley et Lehman Brothers pour le rejoindre comme assistant chez American Express. Bien que Sandy Weill ne puisse pas offrir la même somme d'argent que les banques d'investissement, il promet néanmoins à Jamie Dimon qu'il allait « s'amuser ». Le père de Jamie Dimon, Theodore Dimon, était vice-président exécutif chez American Express.

## Carrière

### Commercial Credit et transition vers Citigroup
Sandy Weill a quitté American Express en 1985 et Jamie Dimon l'a suivi. Les deux hommes ont ensuite racheté Commercial Credit, une société de crédit à la consommation, à Control Data Corporation. À 30 ans, Jamie Dimon a occupé le poste de directeur financier et a contribué à redresser l'entreprise. Grâce à une série de fusions et d'acquisitions, Jamie Dimon et Sandy Weill ont pu former en 1998 un grand conglomérat de services financiers, Citigroup. Jamie Dimon a quitté Citigroup en novembre 1998, après avoir été invité à démissionner par Sandy Weill lors d'un week-end de retraite pour cadres. À l'époque, la rumeur voulait que lui et Sandy Weill se soient disputés en 1997 parce que Jamie Dimon n'avait pas promu la fille de Sandy Weill, Jessica M. Bibliowicz, bien que cela se soit produit plus d'un an avant le départ de Jamie Dimon. Au moins un autre compte rendu cite une demande de Jamie Dimon d'être traité comme un égal comme la véritable raison.

### Déménagement chez J.P. Morgan
En mars 2000, Jamie Dimon devient le président-directeur général (PDG) de Bank One Corporation, la cinquième plus grande banque du pays. Lorsque JPMorgan Chase rachète Bank One Corporation en juillet 2004, James Dimon devient le président et directeur de l'exploitation de la société fusionnée.
Le 1er janvier 2006, Dimon est nommé PDG de JPMorgan Chase et le 31 décembre 2006, il est nommé président du conseil et président,. En mars 2008, il est membre du conseil d'administration de classe A de la Federal Reserve Bank of New York. Sous la direction de Jamie Dimon, grâce aux acquisitions réalisées pendant son mandat, JPMorgan Chase devient la première banque américaine en termes d'actifs nationaux sous gestion, de valeur de capitalisation boursière et de valeur des actions cotées en bourse. En 2009, Jamie Dimon est considéré comme l'un des « PDG TopGun » par Brendan Wood International, une agence de conseil.
Le 26 septembre 2011, Jamie Dimon est impliqué dans un échange houleux très médiatisé avec Mark Carney, le gouverneur de la Banque du Canada, dans lequel Jamie Dimon déclare que les dispositions de la réglementation financière internationale Bâle III sont discriminatoires à l'égard des banques américaines et sont « anti-américaines ». Le 10 mai 2012, JPMorgan Chase organise une conférence téléphonique d'urgence pour signaler une perte d'au moins 2 milliards de dollars dans des transactions qui, selon Jamie Dimon, étaient « destinées à couvrir les risques de crédit globaux de la banque ». La stratégie était, selon les mots de Jamie Dimon, « imparfaite, complexe, mal examinée, mal exécutée et mal contrôlée ». L'épisode a fait l'objet d'une enquête de la Réserve fédérale des États-Unis, de la Securities and Exchange Commission (SEC) et du Federal Bureau of Investigation (FBI) et l'acteur central a été affublé de l'épithète de « baleine de Londres ».
En janvier 2012, Jamie Dimon commente la règle Volcker : « Je suis en partie d'accord avec la règle Volcker, qui interdit le prop trading. Mais la tenue de marché est une fonction essentielle. Et le public devrait reconnaître que nous avons les marchés financiers les plus larges, les plus profonds, les plus transparents du monde. Et c'est en partie parce que nous avons une énorme tenue de marché. Si les règles étaient rédigées comme elles l'ont été à l'origine - je soupçonne qu'elles seront modifiées - il serait vraiment difficile d'être un teneur de marché aux États-Unis ». Il a été président du comité exécutif du Business Council en 2013 et 2014.
Le 24 janvier 2014, il est annoncé que Jamie Dimon recevrait 20 millions de dollars pour son travail en 2013, une année de bénéfices et de cours boursiers records sous le règne de Jamie Dimon, malgré des pertes importantes cette année-là en raison de scandales et de paiements d'amendes. Il s'agit d'une augmentation de 74 %, incluant plus de 18 millions de dollars en actions gratuites. Et ce, malgré le récent règlement de 13 milliards de dollars avec le Gouvernement fédéral des États-Unis, le plus important de l'histoire, pour les prêts hypothécaires et les pratiques douteuses durant la crise financière. Le magazine Forbes rapporte que, dans une déclaration faisant suite à l'annonce de la rémunération de Jamie Dimon, la banque a déclaré : « Sous la direction de M. Dimon, la société a fortifié son infrastructure et ses processus de contrôle et renforcé chacune de ses activités clés tout en continuant à se concentrer sur le renforcement des capacités de leadership de la société à tous les niveaux ».

### Fonds fédéraux du plan Paulson
En tant que directeur de JPMorgan Chase, Jamie Dimon a supervisé le transfert de 25 milliards de dollars de fonds du département du Trésor des États-Unis à la banque le 28 octobre 2008, dans le cadre du plan Paulson. Il s'agit du cinquième plus important montant transféré au titre de la section A du plan Paulson pour aider les actifs en difficulté liés aux prêts hypothécaires résidentiels. Il a été largement rapporté que JPMorgan Chase était dans une bien meilleure situation financière que les autres banques et qu'elle n'avait pas besoin des fonds du plan Paulson, mais qu'elle les a acceptés parce que le gouvernement ne voulait pas isoler uniquement les banques ayant des problèmes de capital. En février 2009, JPMorgan Chase annonce qu'elle utilisera sa force monétaire de base pour acquérir de nouvelles entreprises. En février 2009, le Gouvernement fédéral des États-Unis n'avait pas fait avancer l'application de l'intention du plan Paulson de financer JPMorgan Chase à hauteur de 25 milliards de dollars. Face à l'inaction du gouvernement, Jamie Dimon a été cité dans la semaine du 1er février 2009 comme ayant déclaré : 
JPMorgan Chase était sans doute la plus saine des neuf plus grandes banques américaines et n'avait pas besoin d'accepter les fonds du plan Paulson. Afin d'encourager les petites banques aux actifs douteux à accepter cet argent, le secrétaire au département du Trésor des États-Unis Henry Paulson aurait contraint les PDG des neuf plus grandes banques à accepter l'argent du plan Paulson dans un court délai.

### Baleine de Londres
Concernant les pertes par trading de JPMorgan Chase en 2012, un rapport du Sénat des États-Unis publié en mars 2013 après 9 mois d'enquête, conclue que Jamie Dimon a trompé les investisseurs, et les régulateurs, en avril alors que les pertes de la banque augmentaient dangereusement (à 6,2 milliards de dollars) en raison d'un pari « monstrueux » fait sur les produits dérivés par la « baleine de Londres » Bruno Iksil. Selon Carl Levin, président de cette commission, JP Morgan Chase avait « une opération de négociation qui a accumulé les risques, ignoré les limites de la prise de risque, caché les pertes, évité la surveillance et mal informé le public ». 
Le 13 avril 2012, James Dimon rejette les compte-rendus de presse sur les pertes possibles dans le livre de Bruno Iksil comme une « tempête dans un théière », alors qu'il savait que Bruno Iksil avait déjà perdu 1 milliard de dollars, ce qui a conduit Carl Levin à dire : « Aucune de ces déclarations faites le 13 avril au public, aux investisseurs, aux analystes n'était vraie », et « La banque a également négligé de divulguer ce jour-là que le portefeuille avait des positions massives difficiles à sortir, qu'elles violaient massivement les principales limites de risque ». James Dimon a corrigé cette information erronée un mois plus tard, en mai 2012, avant que le véritable préjudice ne soit révélé, après que la Securities and Exchange Commission (SEC) ait commencé à examiner les pertes.

### Changement climatique
De 2015, date de l'adoption de l'accord de Paris sur le climat, à 2021, JPMorgan Chase a financé les combustibles fossiles à hauteur de 317 milliards de dollars, soit 33 % de plus que toute autre banque. Le directeur général de l'entreprise, Greg Determann, a déclaré : « M. Dimon est très concentré sur le secteur. C'est une activité énorme pour nous et ce sera le cas pour les décennies à venir ». Cela a été confirmé par Jamie Dimon lui-même, lors d'une audition par la commission de surveillance de la Chambre des représentants des États-Unis en septembre 2022, où la représentante démocrate du Michigan, Rashida Tlaib, lui a demandé si sa « banque a une politique contre le financement de nouveaux produits pétroliers et gaziers », ce à quoi Jamie Dimon a répondu : « Absolument pas, et ce serait la route de l'enfer pour l'Amérique ».
Le 21 octobre 2021, JPMorgan Chase a rejoint la Net-Zero Banking Alliance, qui soutient « la transition mondiale de l'économie réelle vers des émissions nettes nulles »,.

### Cryptomonnaies
Il a une position ambiguë vis-à-vis des cryptomonnaies et en particulier du bitcoin, hautement spéculatif et selon lui dangereux (« Peut-être que ça montera à 20.000 dollars avant que cela n'arrive, mais cela finira par exploser... » prédit Dimon), et dont l'impact carbone est le plus élevé parmi les cryptomonnaies. 
En 2017, il menaçait de licencier “sur-le-champ” tout trader qui s'adonnerait au trading de Bitcoin qu'il qualifiait de système frauduleux, de type  « Ponzi ». « Je les licencierai dans la seconde, et ce, pour deux raisons : c'est contraire à nos règles et ils sont stupides. Dans les deux cas, c'est dangereux ». En décembre 2023, lors d’une audition par le Sénat américain, il confirmait cette position, déclarant : « J’ai toujours été profondément opposé aux cryptomonnaies, au Bitcoin, etc. (...) Si j'étais le gouvernement, je le supprimerais », mais un an plus tard (mars 2024), après avoir investi dans plusieurs projets basés sur la blockchain, il disait « Je défendrai votre droit de fumer une cigarette comme je défendrai votre droit d'acheter du Bitcoin ».

### Hong Kong
Jamie Dimon a envoyé le directeur de l'exploitation de JPMorgan Chase, Daniel Pinto, au sommet d'investissement des leaders financiers mondiaux de novembre 2022. La présence de dirigeants financiers américains a suscité de vives critiques de la part des législateurs américains ; le représentant Chris Smith a déclaré que les entreprises « qui vantent leurs soi-disant "principes environnementaux, sociaux et de gouvernance" dans leur pays sont promptes à renoncer à ces "valeurs" pour avoir la chance de faire des profits en Chine ». Le représentant Blaine Luetkemeyer a déclaré à propos de M. Lee que « les cadres américains participant à un événement avec le soi-disant exécuteur du Parti communiste chinois (PCC) amènent à se demander si les droits de l'homme sont une réelle préoccupation ». Le représentant Lance Gooden a déclaré : « L'hypocrisie est stupéfiante et chaque institution financière permettant les atrocités de la Chine devrait avoir honte ».
Le 27 octobre 2022, deux autres législateurs américains ont exhorté les dirigeants financiers américains à annuler leur participation au sommet. Le sénateur Jeff Merkley et le représentant Jim McGovern de la Commission exécutive du Congrès sur la Chine ont déclaré : « Leur présence ne fait que légitimer le démantèlement rapide de l'autonomie de Hong Kong, de la liberté de la presse et de l'État de droit par les autorités de Hong Kong agissant de concert avec le Parti communiste chinois (PCC) ». Le représentant Chris Smith a également averti que « l'examen de la complicité des entreprises américaines dans la répression de la Chine sera l'un des principaux points de contrôle du prochain Congrès », ce qui pourrait faire de la décision de Jamie Dimon d'envoyer Daniel Pinto à l'événement un risque pour l'entreprise.

## Vie personnelle
En 1983, Jamie Dimon épouse Judith Kent, qu'il a rencontrée à la Harvard Business School. Ils ont trois filles : Julia, Laura, et Kara Leigh. Julia et Kara ont fréquenté l'université Duke, tandis que Laura est diplômée du Barnard College et journaliste indépendante. Elle a travaillé pour le New York Daily News et est actuellement productrice pour ABC News,,.
Jamie Dimon a été diagnostiqué avec un cancer de la gorge en 2014. Il a bénéficié de huit semaines de radiothérapie et de chimiothérapie qui se sont terminées en septembre 2014. En mars 2020, à l'âge de 63 ans, Jamie Dimon a subi une « opération cardiaque d'urgence ». La raison de cette opération était de réparer une dissection aortique aiguë, une déchirure de la couche interne de l'aorte, une artère qui est le plus grand vaisseau sanguin du corps. Selon JP Morgan Chase, Jamie Dimon s'est bien remis de son opération, Gordon Smith et Daniel Pinto dirigeant la banque jusqu'à son retour,,. En avril 2020, il a été annoncé que Jamie Dimon avait repris le travail à distance en raison de la pandémie de Covid-19.